# Zapora Kaptai

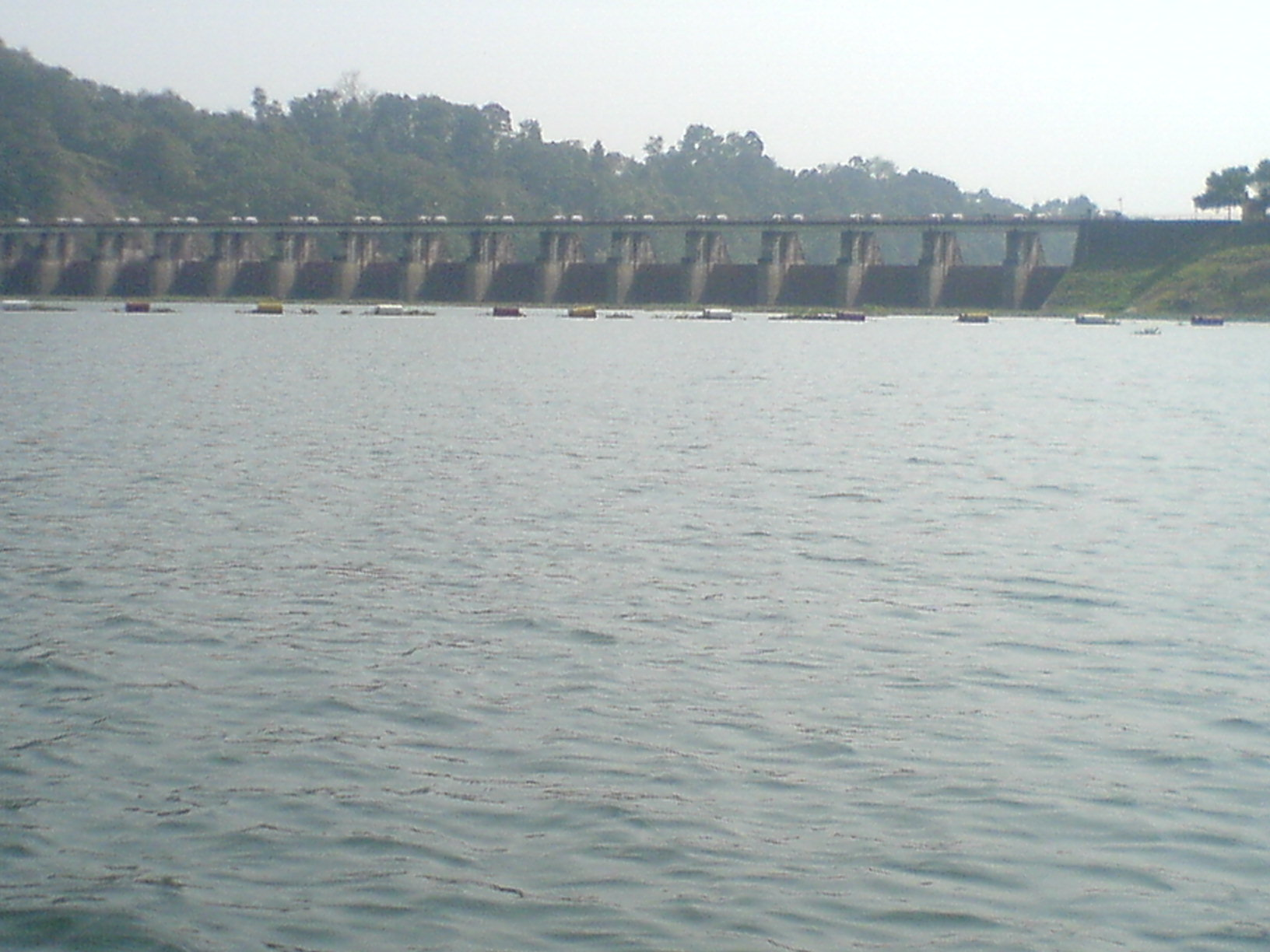
Zapora Kaptai

Zapora Kaptai – zapora i elektrownia wodna na rzece Karnaphuli (dystrykt Rangamati) w Bangladeszu.
Wstępne plany konstrukcji obiektu sięgają 1906 roku. Budowa zapory została ukończona pomiędzy 1957 i 1962 rokiem, zaś związanej z nią elektrowni wodnej w 1988 roku. Tama jest największym tego rodzaju obiektem w Bangladeszu. Wysokość zapory wynosi 45,7 m, zaś jej długość 670,6 m. 
Konsekwencją powstania zapory Kaptai stało się wysiedlenie z miejsca dotychczasowego zamieszkania prawie 100 000 osób (18 tys. rodzin), należących w większości do ludności Chakma. Ponad 40 tys. z nich wyemigrowało następnie do Indii.